# The Wolf Hour
Pour plus de détails, voir Fiche technique et Distribution.
The Wolf Hour est un thriller policier américain réalisé par Alistair Banks Griffin, sorti en 2019.
Il est présenté au festival du film de Sundance 2019 et au festival du cinéma américain de Deauville 2019.

## Synopsis
Juillet 1977. June Leigh, était autrefois une figure célèbre de la contre-culture, mais c'était il y a une décennie. Cette ancienne romancière vit désormais seule dans son appartement au sud du Bronx, coupée du monde extérieur. Alors que le tueur en série surnommé  le Fils de Sam sème la terreur dans tout le quartier, June n'a qu'à regarder par la fenêtre pour voir la violence s'intensifier sous l'effet de la canicule estivale. La ville est sur le fil du rasoir, un autocuiseur sur le point d'exploser dans les émeutes incendiaires de New York de 1977. Agoraphobe, retranchée dans son studio, June panique de plus en plus car un mystérieux inconnu, probablement le meurtrier, ne cesse de la harceler à travers son interphone...

## Fiche technique
Sauf indication contraire, les informations mentionnées dans cette section peuvent être confirmées par la base de données cinématographiques IMDb,  présente dans la section « Liens externes ».
- Titre original et français : The Wolf Hour
- Réalisation et scénario : Alistair Banks Griffin
- Direction artistique : Joshua Petersen
- Décors : Kaet McAnneny
- Costumes : Brenda Abbandandolo
- Montage : Robert Mead
- Musique : Danny Bensi et Saunder Jurriaans
- Photographie : Khalid Mohtaseb
- Production : Bailey Conway et Brian Kavanaugh-Jones
  - Production déléguée : Fred Berger, Felipe Dieppa, Kate Driver, Garrett P. Fennelly, Linda Moran, Gabrielle Nadig, Taryn Nagle, Philip W. Shaltz et Naomi Watts
- Sociétés de production : Automatik Entertainment, Bradley Pilz Productions et HanWay Films
- Distribution : Brainstorm Media (États-Unis)
- Pays de production :  États-Unis
- Langue originale : anglais
- Genre : thriller, policier
- Format : couleur
- Dates de sortie :
  - États-Unis : 26 janvier 2019 (festival du film de Sundance - section Next), 6 décembre 2019 (en salles)
  - France : 
    - septembre 2019 (festival du cinéma américain de Deauville - compétition officielle)
    - 21 juillet 2021 (DVD)

## Distribution
- Naomi Watts : June Leigh
- Jennifer Ehle : Margot
- Kelvin Harrison Jr. : Freddie
- Emory Cohen : Billy
- Jeremy Bobb : l'officier Blake
- Brennan Brown : Hans, l'intervieweur télé
- Maritza Veer : Samantha Ford
- Justin Clarke : Freddie not Freddie
- Pedro Hollywood : Guy
- Sean Pilz : Bobby Dubin
- Richard Bird : un voisin
- Ohene Cornelius : un chef de gang
- Angel Christian Roman : le membre de gang monosourcil

## Distinctions

### Nominations
- Festival du cinéma américain de Deauville 2019 : en compétition